# 8464 Полішук
8464 Полішук (8464 Polishook, 1981 EF28, 1987 WB5, 1991 RC13) — астероїд головного поясу, відкритий 2 березня 1981 року.
Тіссеранів параметр щодо Юпітера — 3.353.